# Echo (rodzaj)
Echo – rodzaj ważek z rodziny świteziankowatych (Calopterygidae).

## Podział systematyczny
Do rodzaju należą następujące gatunki:
- Echo candens Zhang, Hämäläinen & Cai, 2015
- Echo margarita Selys, 1853
- Echo modesta Laidlaw, 1902
- Echo perornata Yu & Hämäläinen, 2012
- Echo uniformis Selys, 1879